# Rence van der Wal
Rence van der Wal (Ede, 1 mei 1989) is een Nederlandse voetballer. Hij verruilde in juli 2013 VV Bennekom voor DTS Ede.
Van der Wal speelde samen met zijn broer Clint in de jeugdopleiding van Go Ahead Eagles. Hij maakte zijn debuut in de hoofdmacht op 13 januari 2006, tegen TOP Oss. Van der Wal was daarmee de jongste debutant van de Eagles ooit (16 jaar 256 dagen). Op 8 november 2006 baarde Van der Wal opzien door in een bekerwedstrijd tegen SBV Excelsior de voorzet voor de 1-0 te geven, om vervolgens zelf de winnende 2-0, binnen te tikken. 
In oktober 2007 scheurde Van der Wal zijn voorste kruisband af in een duel met de beloften van Go Ahead Eagles. Hij kreeg een nieuwe kruisband. De aanvaller maakte na bijna negen maanden blessureleed zijn rentree voor Go Ahead Eagles tegen vierdeklasse Sv Schalkhaar. In het seizoen 2008-2009 speelde hij weer. Tijdens de eerste 10 competitieduels speelde hij zeven wedstrijden waarin hij twee keer wist te scoren.
Vanaf het seizoen 2009-2010 kwam Van der Wal uit voor SC Cambuur. Aangezien hij daar in de eerste seizoenshelft niet aan spelen toe kwam, werd hij in de tweede seizoenshelft verhuurd aan FC Oss. Daar speelde hij tien wedstrijden, waarin hij één keer het net wist te vinden. FC Oss degradeerde aan het einde van het seizoen.
Vanaf het seizoen 2010-2011 speelde Van der Wal weer bij VV Bennekom. Vanaf het seizoen 2013-2014 speelde hij bij DTS Ede. Hierna heeft hij een seizoen nergens gevoetbald. In het seizoen 2016/17 heeft hij bij VV scherpenzeel gevoetbald. Het seizoen hierna had hij zijn carrière gestopt. Hij Kon het toch niet laten om niet te voetballen en is in het seizoen 2021/22 bij SV Otterlo gaan voetballen waar hij het redelijk goed doet. SV Otterlo kan in dit seizoen met hem ook kampioen worden.
Rence is inmiddels gestopt en denkt nog regelmatig aan de wedstrijd tegen v.v. Heerenveen B1. 'We wonnen die wedstrijd met 9-2, maar kwamen al snel op 0-2 achterstand. Zij hadden een paar hele goede voetballers in het elftal, o.a. Jeroen Osinga en Jasper Valentijn. Het was uiteindelijk een erg knappe overwinning, waar ik nog regelmatig aan terugdenk''

## Statistieken
| Seizoen | Club            | Wedstrijden | Doelpunten | Competitie     |
| ------- | --------------- | ----------- | ---------- | -------------- |
| 2006/07 | Go Ahead Eagles | 3           | 0          | Eerste divisie |
| 2007/08 | Go Ahead Eagles | 12          | 1          | Eerste divisie |
| 2008/09 | Go Ahead Eagles | 1           | 0          | Eerste divisie |
| 2009/10 | Go Ahead Eagles | 12          | 3          | Eerste divisie |
| 2010/11 | SC Cambuur      | 0           | 0          | Eerste divisie |
| 2010/11 | FC Oss          | 10          | 1          | Eerste divisie |
| 2021/22 | Sv Otterlo      | 17          | 7          | 3e klasse      |
| Totaal  |                 | 55          | 14         |                |